# Emanuele Balbo Bertone di Sambuy
Emanuele Balbo Bertone di Sambuy (Chieri, 9 agosto 1886 – Kuźnica Żelichowska, 28 gennaio 1945) è stato un generale italiano, trucidato dai nazisti a Schelkowhammer (oggi Kuźnica Żelichowska), in Polonia, durante una marcia della morte.
Il suo assassinio avvenne dopo l'evacuazione dell'Offizierlager 64/Z di Schokken, nel quale Balbo Bertone era stato deportato assieme ad altri duecento ufficiali generali italiani fatti imprigionare dal Reich nazista dopo l'8 settembre 1943 per non essersi voluti piegare al nazifascismo al momento dello sbando dell'esercito italiano.

## Biografia
Di famiglia aristocratica, il padre era Raimondo, conte di Sambuy che morì prima della nascita del figlio, nacque a Chieri il 9 agosto 1886. Fu avviato alla carriera militare iniziando a frequentare la Regia Accademia Militare di Fanteria e Cavalleria di Modena da dove uscì con il grado di sottotenente, in forza all'arma di cavalleria, il 19 settembre 1909 assegnato in servizio presso il Reggimento "Piemonte Cavalleria". Partecipò col suo reggimento alla guerra italo-turca, dove ottenne una medaglia di bronzo al valor militare per essersi distinto in ripetuti combattimenti:  Messri, 26 novembre 1911 – Ain Zara, 4 dicembre 1911 Zanzur, 8 giugno 1912.
Il 17 ottobre 1912, con il grado di tenente, divenne l'ufficiale di ordinanza del tenente generale Pietro Frugoni. Promosso capitano prese parte alla prima guerra mondiale, ed al comando della Batteria Bombarde da 240, in seno al suo reggimento, fu insignito di una seconda medaglia di bronzo al valor militare.
Al termine della guerra, a sua domanda, fu collocato in aspettativa per riduzione quadri, dal 1º luglio 1920, rientrando alla sua residenza a Torino. Rientrò in forza al Regio Esercito come tenente colonnello per richiamo temporaneo il 5 ottobre 1935 (nel frattempo era stato, il 31 marzo 1926, promosso al grado di maggiore) venendo assegnato alla Zona militare di Torino.
Ricollocato in congedo, divenuto colonnello il 1º gennaio 1938, all'inizio della seconda guerra mondiale, il 12 giugno 1940 venne richiamato in servizio ed assegnato alla casa di Sua Altezza Reale il Principe di Piemonte.
Permase con il Principe anche dopo la promozione a generale di brigata della riserva, avvenuto il 1º gennaio 1942, e dal 31 ottobre seguente fu assegnato a Tempio Pausania al comando della IV Brigata costiera. Rimase in Sardegna sino al 24 marzo 1943, quando rientrò a Torino, presso la locale difesa territoriale per incarichi speciali prima e al tribunale militare di Firenze, quale presidente, poi.
A Firenze lo colse la promulgazione dell'armistizio dell'8 settembre 1943 e fu catturato dai tedeschi il 22 dello stesso mese, e tradotto a Schokken, presso il campo di concentramento 64Z.

## La marcia della morte

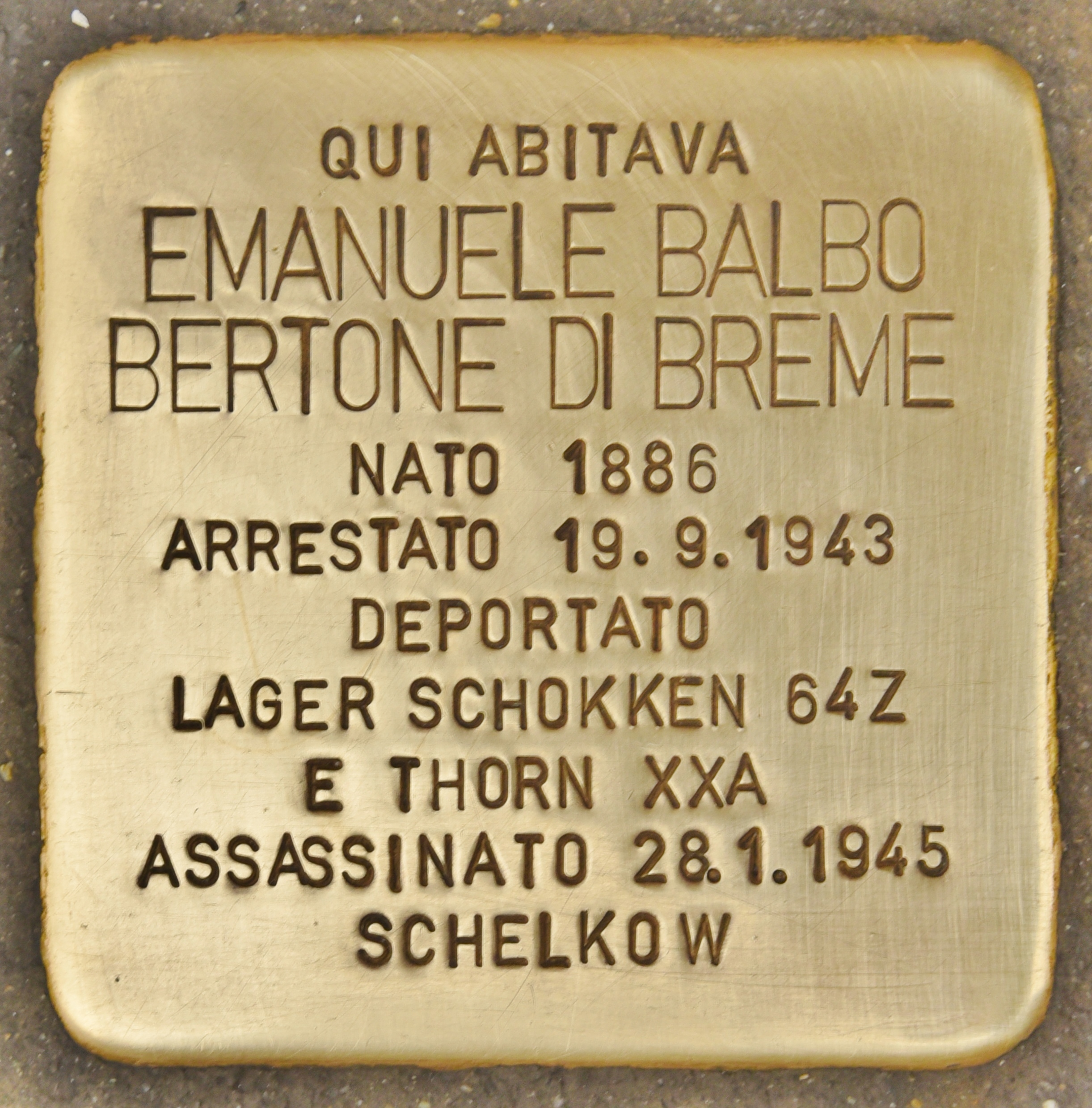
Pietra d'inciampo

Quando a metà gennaio 1945 l'armata sovietica era ormai sulla Vistola, i nazisti decisero l'evacuazione del campo con trasferimento degli internati a Luckenwalde, località a sud di Berlino. Iniziava così una delle tante marce della morte, con la colonna dei generali che viene divisa in più tronconi. Assieme ad altri sedici compagni di prigionia, Balbo Bertone si fermò con alcuni compagni, durante il cammino, in una taverna alla ricerca di cibo: vennero notati da un sottufficiale della Luftwaffe e denunciati alle SS.
Fu a Kuźnica Żelichowska, prima che la marcia potesse riprendere, che - sotto gli occhi di donne polacche e deportati atterriti - avvenne la carneficina per coloro che non erano in grado di camminare. Il primo a cadere sotto il fuoco nazista fu il generale Carlo Spatocco; poi venne la volta del generale Emanuele Balbo Bertone; quindi toccò ad Alberto Trionfi essere ucciso, e dopo di lui ai generali Alessandro Vaccaneo, Giuseppe Andreoli e Ugo Ferrero.
Al generale di brigata della riserva Balbo Bertone fu assegnata una medaglia d'argento al valor militare alla memoria.
È ricordato a Torino da una pietra d'inciampo.

## Ascendenza
|                                                    |                                                            |                                            | Genitori                                                   |  |  | Nonni |  |  | Bisnonni                        |  |  | Trisnonni                                     |  |
|                                                    |                                                            |                                            |                                                            |  |  |       |  |  | Filippo Balbo Bertone di Sambuy |  |  | Carlo Emanuele Balbo Bertone, conte di Sambuy |  |
|                                                    |                                                            |                                            |                                                            |  |  |       |  |  | Filippo Balbo Bertone di Sambuy |  |  | Carlo Emanuele Balbo Bertone, conte di Sambuy |  |
|                                                    |                                                            | Rosalia Asinari di San Marzano             |                                                            |  |  |       |  |  | Filippo Balbo Bertone di Sambuy |  |  |                                               |  |
| Emanuele Balbo Bertone di Sambuy                   |                                                            |                                            |                                                            |  |  |       |  |  | Filippo Balbo Bertone di Sambuy |  |  |                                               |  |
|                                                    |                                                            | Giuseppina San Martino della Motta         | …                                                          |  |  |       |  |  |                                 |  |  |                                               |  |
|                                                    |                                                            | Giuseppina San Martino della Motta         | …                                                          |  |  |       |  |  |                                 |  |  |                                               |  |
|                                                    |                                                            | Giuseppina San Martino della Motta         | …                                                          |  |  |       |  |  |                                 |  |  |                                               |  |
| Raimondo Balbo Bertone di Sambuy                   |                                                            | Giuseppina San Martino della Motta         |                                                            |  |  |       |  |  |                                 |  |  |                                               |  |
|                                                    |                                                            | Gaspard Marie Amédée de Chabrol-Tournoëlle | Guillaume Michel de Chabrol-Tournoëlle                     |  |  |       |  |  |                                 |  |  |                                               |  |
|                                                    |                                                            | Gaspard Marie Amédée de Chabrol-Tournoëlle | Guillaume Michel de Chabrol-Tournoëlle                     |  |  |       |  |  |                                 |  |  |                                               |  |
|                                                    |                                                            | Gaspard Marie Amédée de Chabrol-Tournoëlle | Victoire de Saulieu-Saincaize                              |  |  |       |  |  |                                 |  |  |                                               |  |
| Henriette de Chabrol-Tournoëlle                    |                                                            | Gaspard Marie Amédée de Chabrol-Tournoëlle |                                                            |  |  |       |  |  |                                 |  |  |                                               |  |
|                                                    |                                                            | Marie Provost de Saulty                    | Philippe de Saulty                                         |  |  |       |  |  |                                 |  |  |                                               |  |
|                                                    |                                                            | Marie Provost de Saulty                    | Philippe de Saulty                                         |  |  |       |  |  |                                 |  |  |                                               |  |
|                                                    |                                                            | Marie Provost de Saulty                    | Marie Adélaïde Josèphe Pruvost                             |  |  |       |  |  |                                 |  |  |                                               |  |
| Emanuele Balbo Bertone di Sambuy                   |                                                            | Marie Provost de Saulty                    |                                                            |  |  |       |  |  |                                 |  |  |                                               |  |
|                                                    | Ferdinando Arborio Gattinara di Breme, I duca di Sartirana | Filippo Arborio di Gattinara               |                                                            |  |  |       |  |  |                                 |  |  |                                               |  |
|                                                    | Ferdinando Arborio Gattinara di Breme, I duca di Sartirana | Filippo Arborio di Gattinara               |                                                            |  |  |       |  |  |                                 |  |  |                                               |  |
|                                                    | Ferdinando Arborio Gattinara di Breme, I duca di Sartirana | Marianne d'Hallot des Hayes                |                                                            |  |  |       |  |  |                                 |  |  |                                               |  |
| Alfonso Arborio di Gattinara, II duca di Sartirana | Ferdinando Arborio Gattinara di Breme, I duca di Sartirana |                                            |                                                            |  |  |       |  |  |                                 |  |  |                                               |  |
|                                                    |                                                            | Maria dal Pozzo della Cisterna             | Giuseppe Alfonso dal Pozzo, IV principe di Cisterna d'Asti |  |  |       |  |  |                                 |  |  |                                               |  |
|                                                    |                                                            | Maria dal Pozzo della Cisterna             | Giuseppe Alfonso dal Pozzo, IV principe di Cisterna d'Asti |  |  |       |  |  |                                 |  |  |                                               |  |
|                                                    |                                                            | Maria dal Pozzo della Cisterna             | Anna Teresa Teodora Balbo Bertone di Sambuy                |  |  |       |  |  |                                 |  |  |                                               |  |
| Barbara Ferdinanda Arborio di Gattinara            |                                                            | Maria dal Pozzo della Cisterna             |                                                            |  |  |       |  |  |                                 |  |  |                                               |  |
|                                                    |                                                            | Paolo Rescalli, marchese di Villa Cortese  | Alessandro Rescalli, marchese di Villa Cortese             |  |  |       |  |  |                                 |  |  |                                               |  |
|                                                    |                                                            | Paolo Rescalli, marchese di Villa Cortese  | Alessandro Rescalli, marchese di Villa Cortese             |  |  |       |  |  |                                 |  |  |                                               |  |
|                                                    |                                                            | Paolo Rescalli, marchese di Villa Cortese  | Giuditta Canzi                                             |  |  |       |  |  |                                 |  |  |                                               |  |
| Teresa Rescalli                                    |                                                            | Paolo Rescalli, marchese di Villa Cortese  |                                                            |  |  |       |  |  |                                 |  |  |                                               |  |
|                                                    |                                                            | Anna Gropallo                              | Angelo Vincenzo Gropallo, marchese                         |  |  |       |  |  |                                 |  |  |                                               |  |
|                                                    |                                                            | Anna Gropallo                              | Angelo Vincenzo Gropallo, marchese                         |  |  |       |  |  |                                 |  |  |                                               |  |
|                                                    |                                                            | Anna Gropallo                              | Laura Pertusati                                            |  |  |       |  |  |                                 |  |  |                                               |  |
|                                                    |                                                            | Anna Gropallo                              |                                                            |  |  |       |  |  |                                 |  |  |                                               |  |